# Achille Basile
Achille Basile (Sant'Angelo di Brolo, 28 ottobre 1831 – Venezia, 20 febbraio 1893) è stato un patriota, prefetto e politico italiano.
Fu Senatore del Regno d'Italia nella XVII e XVIII legislatura.

## Giovinezza da cospiratore
Nato da famiglia nobile siciliana, era figlio di Emanuele Basile e di Anna Saporito. Il padre, agiato proprietario terriero, possedeva una filanda per la produzione della seta e in epoca borbonica fu più volte sindaco di Sant'Angelo di Brolo e consigliere distrettuale di Patti.
Di natura pronta, ardente, immaginosa, nella provincia di Messina il giovane Achille fu tra i liberali più risoluti alle opere, ai cimenti e allo sbaraglio. Di idee repubblicane, mal sopportando il governo dei Borboni, entrò nelle prime sette segrete di Messina e cominciò a cospirare e congiurare, insieme ad altri siciliani che contribuirono al Risorgimento italiano. Tenuto sotto controllo dalla polizia borbonica, fu costretto per qualche tempo ad allontanarsi dal Regno delle Due Sicilie. Nelle sue varie peregrinazioni a Firenze ed a Torino fu in stretto contatto con altri rivoluzionari siciliani in esilio come Crispi, Natoli, La Farina ed il cugino Luigi Basile. Nominato da La Farina segretario generale della Società nazionale italiana per tutta la Sicilia, rientrò nell'isola, dove collaborò alla rivista culturale palermitana "La favilla" (1856-59) e fondò e diresse il giornale reazionario messinese "L'interprete" (1858-59), poi fusosi col "Tremacoldo", altro settimanale messinese antiborbonico diretto da Stefano Ribera. 
L'amor di patria e la convinzione che sarebbe stata impossibile l'unificazione nazionale senza l'aiuto dei Savoia lo spinsero ad abbandonare le posizioni repubblicane ed a convertisi alla monarchia costituzionale.
Nell'aprile 1860, in seguito allo scoppio dei primi moti rivoluzionari a Palermo ed a Messina, fu ordinata la sua fucilazione, alla quale riuscì a sfuggire grazie all'aiuto di un alto ufficiale dell'esercito borbonico e del marchese Artale, Intendente di Messina, che gli permise di allontanarsi dalla città peloritana. Presa la via delle campagne della provincia, nei pressi di Tindari si incontrò con Rosolino Pilo e con il colonnello Corrao. Dopo lo sbarco dei Mille, si unì all'esercito garibaldino insieme al cugino Emanuele Basile; così, sotto il comando di Nino Bixio, diede il suo contributo all'unità d'Italia anche sul campo di battaglia, mostrando coraggio e sprezzo del pericolo. Nel luglio 1860 Garibaldi lo nominò governatore di Patti, ma a causa di alcuni ostacoli incontrati dal generale Medici in quella città, non se ne poté decretarne la nomina.

## Carriera di prefetto
Nel 1861 si laureò in giurisprudenza all'Università di Palermo ed entrò nella pubblica amministrazione come Intendente di Nicosia. Al principio del 1862 fu nominato questore di Palermo, acquistando fama di coraggioso quando rischiò la vita per sedare, quasi da solo, un tumultuoso sciopero di vetturini. Dopo essere stato Sottoprefetto in alcuni centri siciliani, fu richiamato a Palermo per esercitare la carica di consigliere delegato (viceprefetto). Qui, nel settembre 1866, si distinse ancora una volta per «zelo e coraggio» nel fronteggiare una violenta rivolta popolare antigovernativa (la cosiddetta "rivolta del sette e mezzo"). Ciò gli valse una medaglia d'argento al valore civile ed, a soli 35 anni, la promozione a Prefetto con destinazione Agrigento. Nella nuova sede si mostrò <<persecutore del malandrinaggio, non arrestandosi alle persone sedenti in alto>> e, per questo motivo, entrò in contrasto con alcuni notabili locali.
Per ventisei anni fu Prefetto delle maggiori province italiane, fra cui Reggio Calabria (1876), Catania (1877-1880), Milano (per ben dieci anni, dal 1880 al 1890), Napoli (1890-1892) e Venezia (1892-93). Si mostrò sempre amministratore valente e provetto e, tenendosi al di fuori e al di sopra dei partiti, seppe far accrescere prestigio e autorità al governo.
Durante il periodo milanese divenne particolarmente popolare sia per la sua abilità oratoria, sia per le sue opere, tra le quali sono da ricordare l'inchiesta sanitaria e la propaganda per combattere la pellagra.
Tutti i giornalisti del tempo concordano sull'imponenza della figura e sull'eleganza dell'abbigliamento.
Verso la fine del 1890 fu nominato Senatore del Regno, ma per i doveri del suo ufficio di Prefetto, poté partecipare poco ai lavori dell'assemblea.
Durante la sua carriera ebbe numerose e importanti onorificenze: Gran Cordone dell'Ordine dei SS. Maurizio e Lazzaro; Gran Cordone dell'Ordine della Corona d'Italia; Gran Cordone dell'Ordine della Stella di Romania; Gran Cordone dell'Ordine di Francesco Giuseppe d'Austria; Gran Cordone dell'Ordine Imperiale della Rosa del Brasile; Cavaliere di I classe dell'Ordine della Corona di Prussia.
Si sposò due volte: la prima nel gennaio 1860 con Adelaide Rivas Denti, che perdette nel 1877 mentre era Prefetto di Parma; la seconda con Carlotta Bossi vedova Mengoni, che conobbe a Milano. Da entrambe ebbe diversi figli, tra cui Carlo Emanuele Basile, poi deputato per tre legislature durante il Regno d'Italia, prefetto di Genova e Sottosegretario alle Forze Armate nella Repubblica Sociale Italiana.
Morì a 61 anni, quando appariva ancora pieno di salute e di vigore.